# 布氏線翼鯰
布氏線翼鯰為輻鰭魚綱鯰形目海鯰科的其中一種，分布於西太平洋區的印尼半鹹水域、海域，體長可達17公分，棲息在沿海、河口區，生活習性不明。

## 擴展閱讀
維基物種上的相關：布氏線翼鯰